# Paredones
Paredones est une commune du Chili faisant partie de la province Cardenal Caro, elle-même rattachée à la région O'Higgins.. En 2012, sa population s'élevait à 6 108 habitants. La superficie de la commune est de 562 km2 (densité de 11 hab./km2). La commune a été créée en 1845. Paredones se trouve dans une zone de collines basses de la Cordillère de la Costa à environ 185 kilomètres au sud-ouest de la capitale Santiago et 66 kilomètres au sud-est de Pichilemu capitale de la Province Cardenal Caro. La commune dispose d'une façade maritime sur l'Océan Pacifique comportant un petit village de villégiature Bucalemu à l'embouchure du rio Estero Paradones. La population était majoritairement rurale en 2006. La principale production agricole est le quinoa.

Position de Paredones (en rouge) au sein de la Province de Cachapoal.